# Linia kolejowa Świnoujście Port – Świnoujście Główne
Linia kolejowa Świnoujście Port – Świnoujście Główne – rozebrana normalnotorowa linia kolejowa łącząca przystanek Świnoujście Port ze stacją Świnoujście Główne. Na linii istniała przeprawa promowa.

## Historia
Linia została otwarta 1 czerwca 1901 roku. Na całej swojej długości była jednotorowa, a rozstaw szyn wynosił 1435 mm. Została zlikwidowana w 1945 roku.